# از همسایه خود بدزد
از همسایه خود بدزد (ایتالیایی: Ruba al prossimo tuo) یک فیلم کمدی-جنایی ایتالیایی به کارگردانی فرانچسکو ماسلی و هنرنمایی راک هادسن و کلودیا کاردیناله است که در سال ۱۹۶۸ منتشر شد.

## گزیدهٔ بازیگران
- راک هادسن
- کلودیا کاردیناله
- توماس میلیان
- لئون آسکین
- اِلن کوربی
- والتر گیلر
- گوئیدو آلبرتی
- تونی لو بیانکو